# Dichonia aprilina
Dichonia aprilina là một loài bướm đêm trong họ Noctuidae.

## Hình ảnh

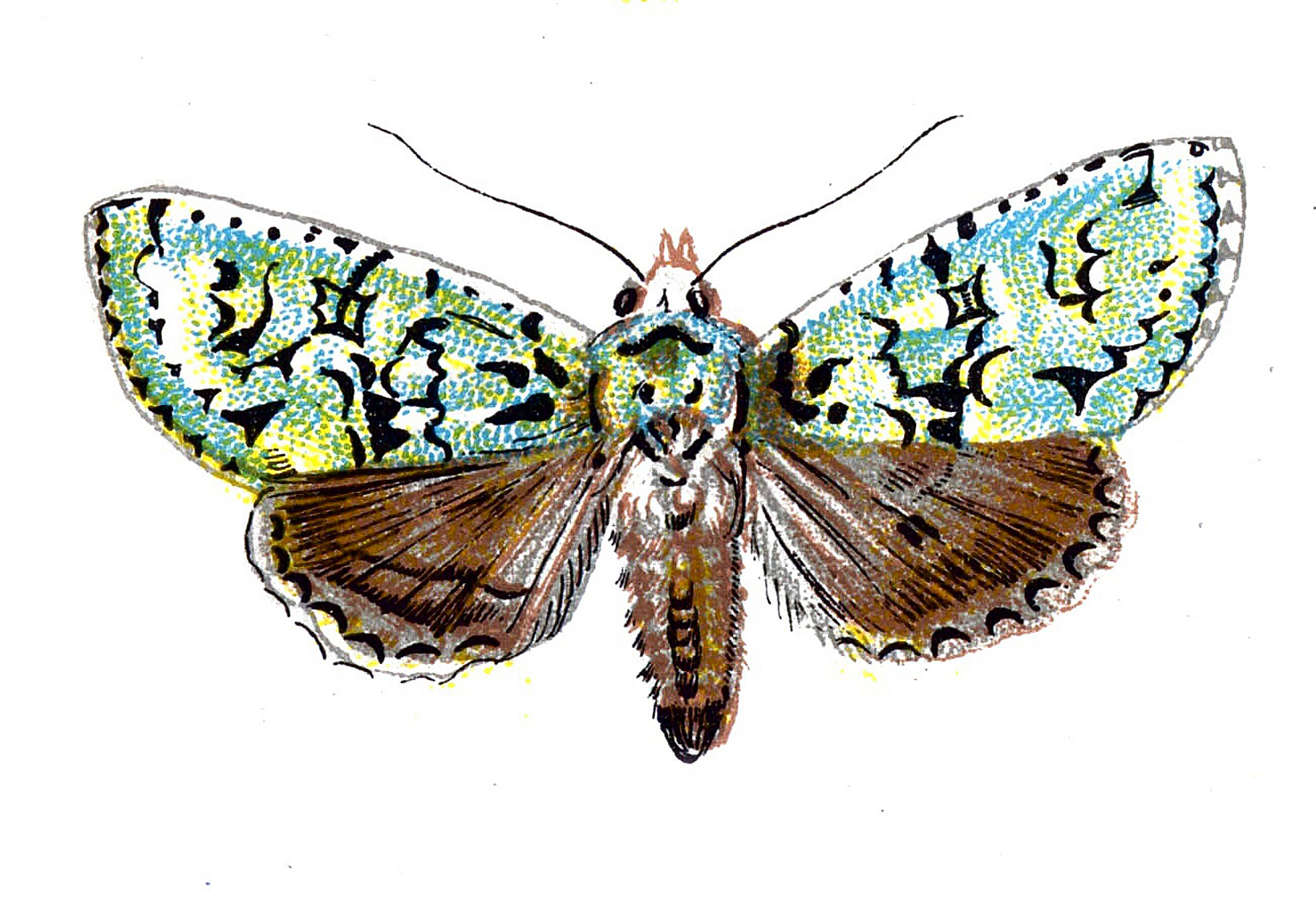
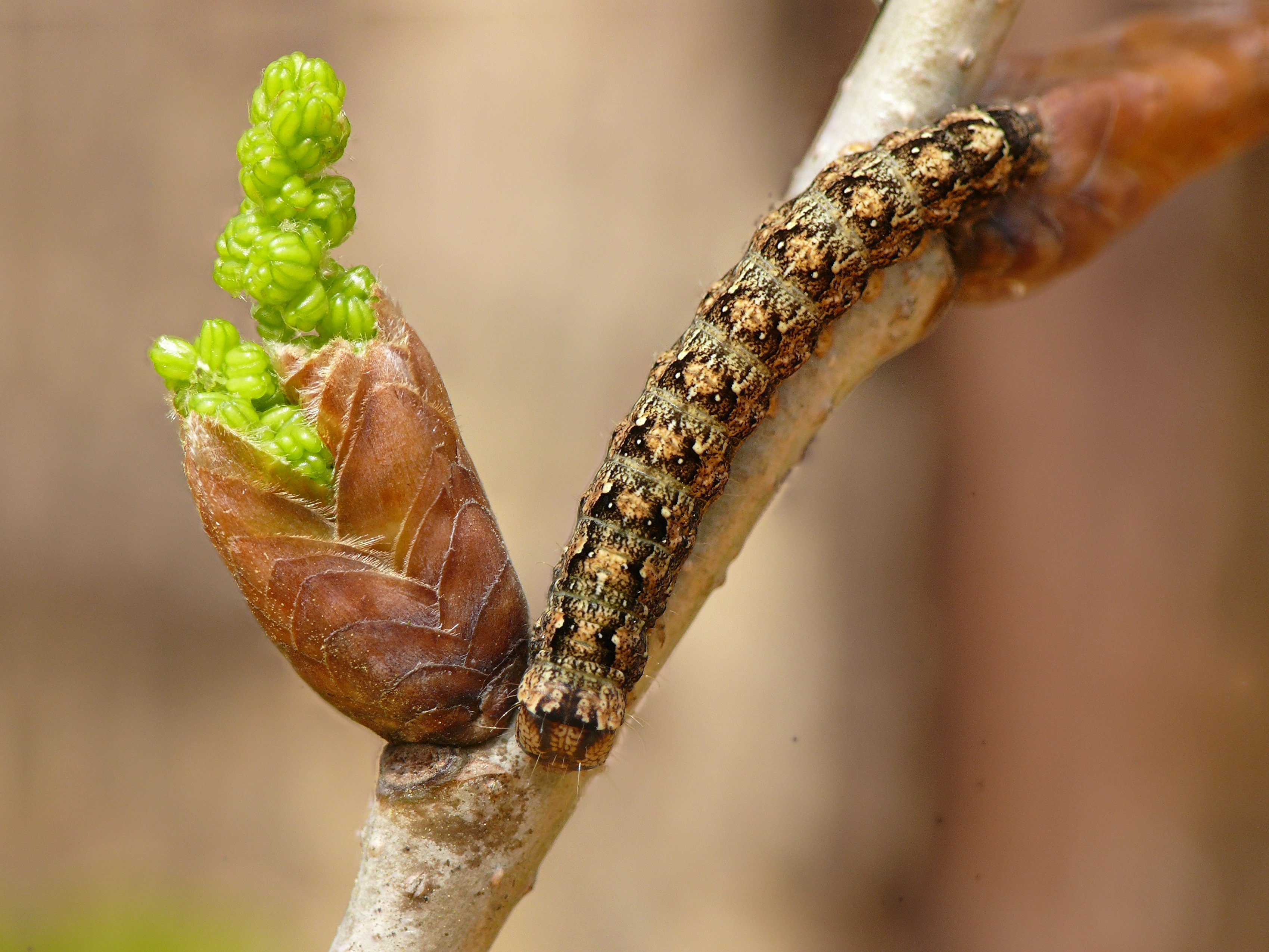
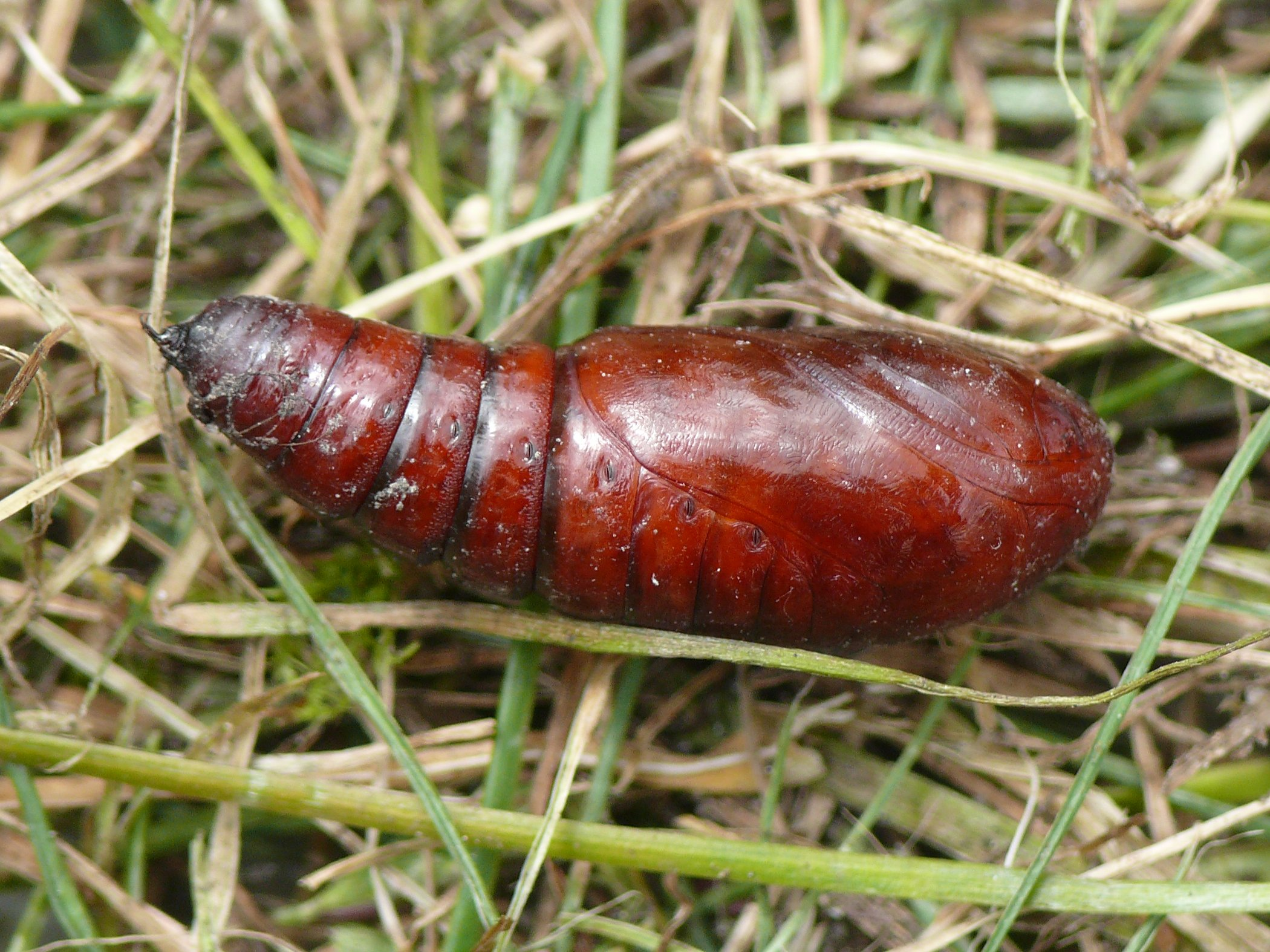